# Telšiai
Telšiai (en samogitien : Telšē, en polonais : Telsze) est une ville de Lituanie de 29 883 habitants (2009). Située sur le bord du lac Mastis à 29 km à l'est de Plungė, elle est la capitale de l'apskritis de Telšiai et de la région de Samogitie. C'est aussi la capitale historique de la Samogitie où on parle le dialecte (ou la langue – le terme n'est pas encore défini) samogitien.
Le lac Mastis est mentionné dans de nombreuses légendes. La ville doit son nom au ruisseau Telšė qui se jette dans ce lac.

## Histoire
Selon une légende la ville aurait été fondée par le géant Džiugas. Elle figure pour la première fois dans des documents écrits en 1398, les chevaliers teutoniques mentionnent la colline de Talsa à côté, comme point de défense en 1317. Le village est régulièrement mentionné à partir du XVe siècle et devient un véritable village en 1527 qui reçoit les privilèges du droit de Magdebourg au XVIIe siècle. La première église (catholique) avec sa paroisse est fondée en 1536. Reconstruite en 1700, elle est détruite pour vétusté en 1835 et à sa place on construit une église orthodoxe en 1867. Elle est donnée aux catholiques en 1934. Les Bernardins (franciscains de la stricte observance réformés par saint Bernardin de Sienne) s'installent en ville dans la première moitié du XVIIe siècle. Ils construisent un couvent de bois, puis de pierre. Ils font élever aussi en 1765 une église baroque sur une colline dominant la ville, devenue cathédrale Saint-Antoine-de-Padoue en 1926.
La ville était, pendant la période de l'Empire russe (1795-1915), chef-lieu de district du gouvernement de Wilna, jusqu'en 1843. Sa population juive était devenue majoritaire.
Elle a souffert d'un grave incendie en 1908. En 1910, la ville a une population de 6 288 habitants, dont 70,3 % de juifs (4 421), 24,1 % de catholiques (1 515), 4,5 % d'orthodoxes (285) et 0,9 % de luthériens (59).
La ville était un centre intellectuel et religieux important pour la communauté juive ashkénaze. Elle possédait entre 1875 et 1940 une yechiva de renom, la  Yechiva de Telshe sous la direction du rabbin Eliezer Gordon, de 1881 à 1910, Son gendre, le rabbin Joseph Leib Bloch (1860-1930), lui succède de 1910 à 1930. Un de ses successeurs, le rabbin Chaim Stein (décédé en 2011), réussit à s'enfuir avec un groupe d'étudiants en URSS à l'arrivée de l'armée allemande en juin 1941, et ensuite aux États-Unis. La totalité des juifs restés en ville sont déportés et massacrés à partir du 15 juillet 1941, jusqu'à la fin de l'occupation allemande.
Elle a près de 23 000 habitants en 1974 du temps de la république socialiste soviétique de Lituanie.

## Religion
La ville est à majorité catholique et le siège d'un diocèse. Elle possède un séminaire fondé en 1740 et fermé entre 1863 et 1927 et à nouveau entre 1946 et 1989, et un couvent bernardin.
On y trouvait également la célèbre Yechiva de Telshe, fondée en 1875, et qui a depuis déménagé à Wickliffe (Ohio).

## Personnalités
- Elie de Cyon (1843-1912), médecin, physiologiste, journaliste et essayiste
- Gabriel Narutowicz (1865-1922), premier président de la république de Pologne, assassiné après cinq jours de mandat.
- Rolandas Paksas (1956-), ancien premier ministre de la Lituanie, maire de Vilnius et ancien président de la république (2003-2004).
- Justas Paleckis (1899-1980), président de la république de la république socialiste soviétique de Lituanie en 1940, puis chef du gouvernement de la RSS de Lituanie après la Seconde Guerre mondiale.
- Danguolė Rasalaitė (1983-2000), victime du trafic humain, représentée dans le film Lilja 4-Ever de Lukas Moodysson.

## Honneur
L'astéroïde (322539) Telsiai est nommé en son honneur.